# Wilhelm Hieronymus Pachelbel
Wilhelm Hieronymus Pachelbel (getauft 29. August 1686 in Erfurt, Kurfürstentum Mainz; begraben 6. Juni 1764 in der Freien Reichsstadt Nürnberg) war ein deutscher Komponist und Organist des Spätbarock. Er war der älteste Sohn des berühmten Organisten und Komponisten Johann Pachelbel. Sein Bruder Carl Theodorus Pachelbel war ebenfalls Musiker und Komponist.

## Leben
Pachelbel erhielt seine musikalische Ausbildung in der Komposition und im Spiel auf Tasteninstrumenten bei seinem Vater, der zur Zeit der Geburt des Sohnes als Organist in Erfurt tätig war, anschließend in Stuttgart (1690–1692) und Gotha (1692–1695) und ab 1695 in seiner Heimatstadt Nürnberg. Die Familie pflegte freundschaftliche Beziehungen zur Familie Bach. Johann Pachelbel verbindet die Widmung seines Hexachordum Apollinis an Dieterich Buxtehude und Ferdinand Tobias Richter mit der Bitte, seinen zu diesem Zeitpunkt 13-jährigen Sohn aufzunehmen und weiter auszubilden. Vermutlich jedoch erhielt Wilhelm Hieronymus Pachelbel von keinem der beiden Unterricht. Er bekam zunächst eine Stelle als Organist an der St. Bartholomäuskirche in der Nürnberger Vorstadt Wöhrd, ab 1706 an St. Jakob und anschließend an St. Egidien. 1719 wurde er – wie zuvor bereits sein Vater bis zu dessen Tod 1706 – Organist der Nürnberger Hauptkirche St. Sebald. Dieses Amt hatte er bis zu seinem Tod 1764 inne.
Wilhelm Hieronymus Pachelbel veröffentlichte um 1725 zwei Sammlungen mit Musik für Tasteninstrumente. Daneben sind einige Kompositionen für Cembalo und Orgel in Abschriften erhalten. Während sein Frühwerk durch die Musik seines Vaters geprägt ist, nähert er sich in seinem späteren Werk dem Übergangsstil zwischen Barock und Vorklassik.

## Werke
- Musicalisches Vergnügen bestehend: in einem Praeludio, Fuga und Fantasia [in D] sowohl auf die Orgel als auch auf das Clavier Denen Liebhabern der Music vorgestellt und componiert von Wilhelm Hieronymo Pachelbel, Organisten der Haupt- und Pfarr-Kirchen zu St. Sebald in Nürnberg. (o. O., o. J. [Nürnberg, ca. 1725])
- Praeludium und Fuga [in C], componirt und edirt von Wilh: Hieron: Pachelbel (Nürnberg, ca. 1725), zweite Ausgabe als Neu componirtes Praeludium und Fuga denen Liebhabern der Music. Zum andern mal übersehen und viel verbessert (Nürnberg, o. J.)
- Fantasia in B, in D
- Fantasia super Meine Seele, laß es gehen
- Fuga in F
- O Lamm Gottes unschuldig
- Toccata in e, in G
- Suite in G

## Editionen
- Klavierwerke von Johann Pachelbel nebst beigefügten Stücken von W. H. Pachelbel, hrsg. von Max Seiffert, Leipzig 1901 (=DTB II/1).
- Orgelkompositionen von Johann Pachelbel nebst beigefügten Stücken von Hieronymus Pachelbel, hrsg. von Max Seiffert, Leipzig 1903 (=DTB IV/1).
- Wilhelm Hieronymus Pachelbel: Gesamtausgabe der erhaltenen Werke für Orgel und Clavier, hrsg. von Hans Joachim Moser und Traugott Fedtke, Kassel 1957.
- Georg Philipp Telemann: Orgelwerke, Band 2, 20 kleine Fugen und freie Orgelstücke, hrsg. von Traugott Fedtke, Kassel 1964. (enthält Fantasia in D)